# Thomas Sankara, l'homme intègre
Pour plus de détails, voir Fiche technique et Distribution.
Thomas Sankara, l'homme intègre est un documentaire français réalisé par Robin Shuffield, sorti en 2006.

## Synopsis
Ce documentaire retrace les quatre années de pouvoir de Thomas Sankara, président du Burkina Faso de 1983 à 1987. Chef d’État surprenant, il est surnommé « le Che africain » et connu de tous en Afrique pour ses idées novatrices, son franc-parler teinté d’humour ravageur, sa fougue et son altruisme. Avec une arme dans une main et les œuvres de Karl Marx dans l’autre, Sankara devint président à l’âge de 34 ans. Il bouscula immédiatement les fondations du pays au nom colonial français, Haute-Volta, qu’il renomma Burkina Faso, « Terre des hommes intègres ». Ce film rend compte de l’impact de cet homme et de sa politique sur les Burkinabés et sur l’Afrique en général.

## Fiche technique
- Réalisation : Robin Shuffield
- Production : ZORN Production [réf. souhaitée]
- Scénario : Robin Shuffield
- Image : Marc Ridley, Robin Shuffield
- Son : Serge Dietrich
- Musique : Cyril Orcel
- Montage : Samuel Gantier, Serge Dietrich

## Distinctions
- Human Rights FF, Corea